# Hem-netjer
Hem-netjer war ein altägyptischer Priestertitel mit Anknüpfung an eine bestimmte Gottheit oder einen verstorbenen König (Pharao).
Die weibliche Form für eine Priesterin lautet Ḥm.t-nṯr = Hemet-netjer.

## Funktion
In den Tempeln des alten Ägyptens versahen die Priester für verschiedene Götter und verstorbene Könige ihre Dienste. Der Name der jeweils dienenden Gottheit/des Königs wurde als Anhang an die Bezeichnung Hem-netjer hinzugefügt. In voller Länge lautete der Priestertitel für Götter beispielsweise Hem-netjer-en-Amun („Gottesdiener/Prophet des Amun“). Bei verstorbenen (und somit vergöttlichten) Königen konnte der Titel beispielsweise Hem-netjer-Sened („Gottesdiener/Prophet des [Königs] Sened“) lauten, wie im Falle des Gottesdieners Scheri. 

### Rangordnung
Der übergeordnete Rang des Hem-netjer war der Hem-netjer-tepi („Erster Gottesdiener/erster Prophet“), der eine feste Anzahl von Gottesdienern leitete. Hem-netjer und Hem-netjer-tepi waren einem „Unteraufseher der Phyle“, dem Sehedj, unterstellt. Hem-netjer ihrerseits unterhielten einen oder mehrere Wab-Priester, welche niedere Dienste für sie verrichteten.

### Tätigkeiten
Die Tätigkeiten eines Hem-netjer waren in der untersten Rangordnung zumeist auf einfache Dienste beschränkt. So war er als zuarbeitender Gottesdiener für die höherrangigen Priester aktiv. Weitere Aufgaben des einfachen Hem-netjer bestanden in unterstützenden Funktionen von Prozessionen und den täglichen Opferspenden für die jeweiligen Götterbilder und Götterstatuen. Ergänzend wurden die Hem-netjer für die Eingangsbereiche der Heiligtümer zur Kontrolle eingesetzt.